# Халькофільні елементи
Халькофільні елементи (рос. халькофильные элементы, англ. chalcophile elements, нім. chalkophile Elemente n pl) — хімічні елементи, що в природних умовах створюють стійкі сульфідні сполуки.
За геохімічною класифікацією (В. М. Гольдшмідт, 1954) до числа халькофільних належать 19 елементів, атоми яких утворюють йони з 18-електронною оболонкою. Гольдшмідт порівнював диференціацію елементів у розплавленій планеті з виплавкою металу з руд, коли на дно металургійної печі опускається важкий метал з густиною ~7 г/см3, а на поверхню спливає легкий силікатний шлак (аналог земної кори). Між ними розташований шар «штейна» — сульфіду заліза з домішкою сульфідів інших металів (аналог мантії). За Гольдшмідтом, розподіл елементів по оболонках залежить від їхнього атомного об'єму.
Халькофільні елементи схильні до утворення природних сульфідів, селенідів, телуридів, сульфосолей. До них відносять метали, присутні в природних сульфідах у вигляді катіонів (Ag, Hg, Cu, Pb, Cd, Bi, Zn, Sb), і неметали — у вигляді аніонів (S, Se, Тe, As). Халькофільними властивостями володіє також ряд елементів, що відносять одночасно до декількох груп (Мо, Pd, Au, Ga, In, Tl, і інші).
В земній корі xалькофільні елементи концентруються в сульфідних рудах і кварцових жилах; в метеоритах — у сульфідній фазі. Іноді xалькофільні елементи зустрічаються у самородному стані — Au, Ag, Hg, Bi, As та ін.
Сульфідні руди мають велике практичне значення як сировина для кольорової металургії і інш. галузей промисловості. 